# Colorado Fuel and Iron
Colorado Fuel and Iron foi uma sinderúrgica dos Estados Unidos, fundada em 1883, comprada pela empresa russa Evraz Group.